# 할렐
할렐(히브리어: ַהַלֵּל, '찬양')은 유대인의 기도로, 유대교의 절기에 준수하는 유대인들이 찬양과 감사의 행위로 낭송하는 시편 113~118편을 축어적으로 낭송한 것이다.

## 유형

### 온전한 할렐
온전한 할렐(히브리어: הלל שלם, 할렐 샬렘)은 할렐의 여섯 편의 시편 전체로 구성된다. 이것은 유월절의 첫 이틀 밤낮(이스라엘의 첫날 밤낮만 해당), 샤부옷(Shavuot), 초막절(Sukkot)의 7일 전체, 셰미니 아체렛(Shemini Atzeret)과 심카드 토라(Simchat Torah), 그리고 하누카의 8일에 낭송되는 유대인의 기도이다. 현자들은 할렐 전체를 낭송하는 날을 "시만"(기억하는 방법)으로 제공했다. "베베타치(BeBeTaCh)"라고 한다.
온전한 할렐의 시작과 끝에는 축복이 낭송된다.

### 부분적 할렐
부분적 할렐(히브리어: חצי הלל, 차치 할렐)은 온전한 할렐의 일부를 생략한다. 시편 115편과 116편의 처음 11절이 생략되었다. 예멘의 유대인 관습에서는 시편 117편과 시편 118:1~4 등의 추가 구절이 생략된다.
페삭의 마지막 6일과 신월제(로쉬 호데쉬)에는 부분적 할렐을 낭송한다. 요즘 할렐은 원래 전혀 낭송되지 않았으며, 부분적으로 낭송한 것은 요구 사항을 충족하기보다는 나중에 관습에 따라만 낭송되었음을 나타낸다. 유월절과 관련하여 탈무드는 성전 희생이 전날의 희생과 다른 날에만 할렐 전을 낭송하고 유월절 모든 날의 희생은 동일하다고 주장한다. 또 다른 자료에서는 홍해를 건너다가 사망한 이집트 사람들을 생각하여 유월절 일곱째 날에는 할렐 절을 생략하면서, 일곱째 날을 가리지 않도록 유월절 중간에는 할렐 절을 생략했다고 한다. 로쉬 호데쉬와 관련하여 탈무드에는 할렐이 작업이 금지된 날에만 필요하다고 명시되어 있지만 로쉬 호데쉬의 경우에는 그렇지 않다.
아슈케나즈 유대인들은 부분 할렐의 시작과 끝에서 축복을 암송하는 반면, 일부 스파라드 유대인들은 그렇지 않다. 특히 그들이 온전한 할렐의 시작 부분에서 낭송하는 축복이, 아슈케나즈 유대인들이 낭송하는 할렐을 암송하듯, 리크로 에 하할렐(likro et hahallel, 할렐을 완성하기 위해)이 아닌 리그모르 에 하할렐(ligmor et hahallel, 할렐을 읽기기 위해)인 경우에는 더욱 그렇다.

## 같이 보기
- 할렐의 날
- 할렐루야
- 알라후 아크바르